# Otavaloa otanabe
Otavaloa otanabe là một loài nhện trong họ Pholcidae. Loài này được phát hiện ở Peru.